# Samari(III) nitrat
Samari(III) nitrat là một hợp chất vô cơ với công thức hóa học Sm(NO3)3. Nó tạo thành hexahydrat màu vàng nhạt, không mùi, phân hủy ở 50 °C thành dạng khan. Khi được làm nóng đến 420 °C, nó trở thành oxynitrat và ở 680 °C, nó bị phân hủy để tạo thành samari(III) oxide.

## Điều chế
Samari(III) nitrat được tạo ra bằng phản ứng của samari(III) hydroxide và acid nitric:
Sm(OH)
3 + 3HNO
3 → Sm(NO
3)
3 + 3H
2O

## Ứng dụng
Samari(III) nitrat là chất xúc tác acid Lewis có thể tạo ra dung dịch tiền chất nitrat để tạo chất xúc tác nano trong pin nhiên liệu tái tạo oxide rắn. Chất xúc tác nano được tạo ra bằng cách trộn samari(III) nitrat hexahydrat, stronti nitrat và cobalt(II) nitrat hexahydrat.
Samari(III) nitrat cũng được sử dụng để điều chế ceria pha tạp samari, dùng cho việc tạo chất điện phân cho pin nhiên liệu. Ceria pha tạp samari được sản xuất bằng cách trộn hỗn hợp ceri(III) nitrat và samari(III) nitrat với triethylen glycol làm dung môi trong 5 giờ ở 200 °C. Sau đó, nó được sấy khô trong 4 giờ ở 110 °C, thu được chất rắn màu nâu. Sau đó, chất rắn được làm nóng đến 500 °C trong hai giờ để tạo ra ceria pha tạp samari.

## Hợp chất khác
Sm(NO3)3 có thể tạo phức với N2H4. Phức Sm(NO3)3·3N2H4·4H2O là tinh thể màu vàng nhạt, tan trong nước, methanol, ethanol và không tan trong benzen, D20 °C = 2,79 g/cm³.